# Lentinus umbrinus
Lentinus umbrinus är en svampart som beskrevs av Reichardt 1866. Lentinus umbrinus ingår i släktet Lentinus och familjen Polyporaceae.   Inga underarter finns listade i Catalogue of Life.